# 30850 Vonsiemens
30850 Vonsiemens è un asteroide della fascia principale. Scoperto nel 1991, presenta un'orbita caratterizzata da un semiasse maggiore pari a 2,7675422 UA e da un'eccentricità di 0,1889237, inclinata di 9,08615° rispetto all'eclittica.